# Шупляк
Шупляк (серб. Шупљак) — село в Сербії, належить до общини Суботиця Північно-Бацького округу в багатоетнічному, автономному краю Воєводина.

## Населення
Населення села становить 1320 осіб (2002, перепис), з них:
- мадяри — 1146 — 87,48%;
- бунєвці — 58 — 4,42%;
- серби — 39 — 2,97%;
- хорвати — 25 — 1,90%;

Решту жителів  — з різних етносів, зокрема: чорногорці, румуни, німці і кілька русинів-українців.